# مهدينلو
مهدينلو هي قرية في مقاطعة أسكو، إيران. عدد سكان هذه القرية هو 741 في سنة 2006.